# Microvisor SM7
Microvisor SM 7 — український безпілотний авіаційний комплекс, розроблений компанією «Smic Aerospace». Український безпілотний літальний апарат застосовується в Збройних силах України для проведення тактичної розвідки місцевості, при цьому, пристрій може також експлуатуватися для виконання завдань пов'язаних з пошуковими операціями, і застосовуватися для виконання патрульно-наглядових польотів.

## Система управління
Система управління — гібридна з GPS-автопілотом, з прив'язкою до електронних карт, з можливістю польоту по заданому маршруту, автоматичним (аварійним) поверненням в точку старту.
Корисне навантаження — фото-відео камера високого дозволу і курсова відеокамера, датчики.
Додаткова навантаження - загальна вага до 5 кг.

## Тактико-технічні характеристики
- Довжина: 0,35 м.;
- Розмах крил 0,72 м.;
- Висота: 0,15 м.;
- Максимальна злітна маса: 2 кг.;
- Крейсерська швидкість польоту 50 км\год.;
- Максимальна швидкість польоту: 75 км\год.;
- Максимальна дальність польоту: 15 км.;
- Максимальна висота польоту 2000 м.;
- Тип авіадвигунів: електричний;
- Силова установка: невідомо;
- Потужність: невідомо.